# Julgamentos por bruxaria na Espanha
Os julgamentos por bruxaria na Espanha, também referidos como julgamentos de bruxas ou julgamentos por feitiçaria na Espanha, ocorreram entre o século XV e o século XVIII. Apesar da Inquisição Espanhola ter centrado maioritariamente as suas acusações no crime de heresia e na perseguição dos judeus lusibéricos, não considerando prioritária a perseguição à feitiçaria, realizou mais de uma centena de execuções na fogueira pelo crime de bruxaria e encorajou com bastante severidade vários julgamentos pelo mesmo crime nos Países Baixos Espanhóis.

## História

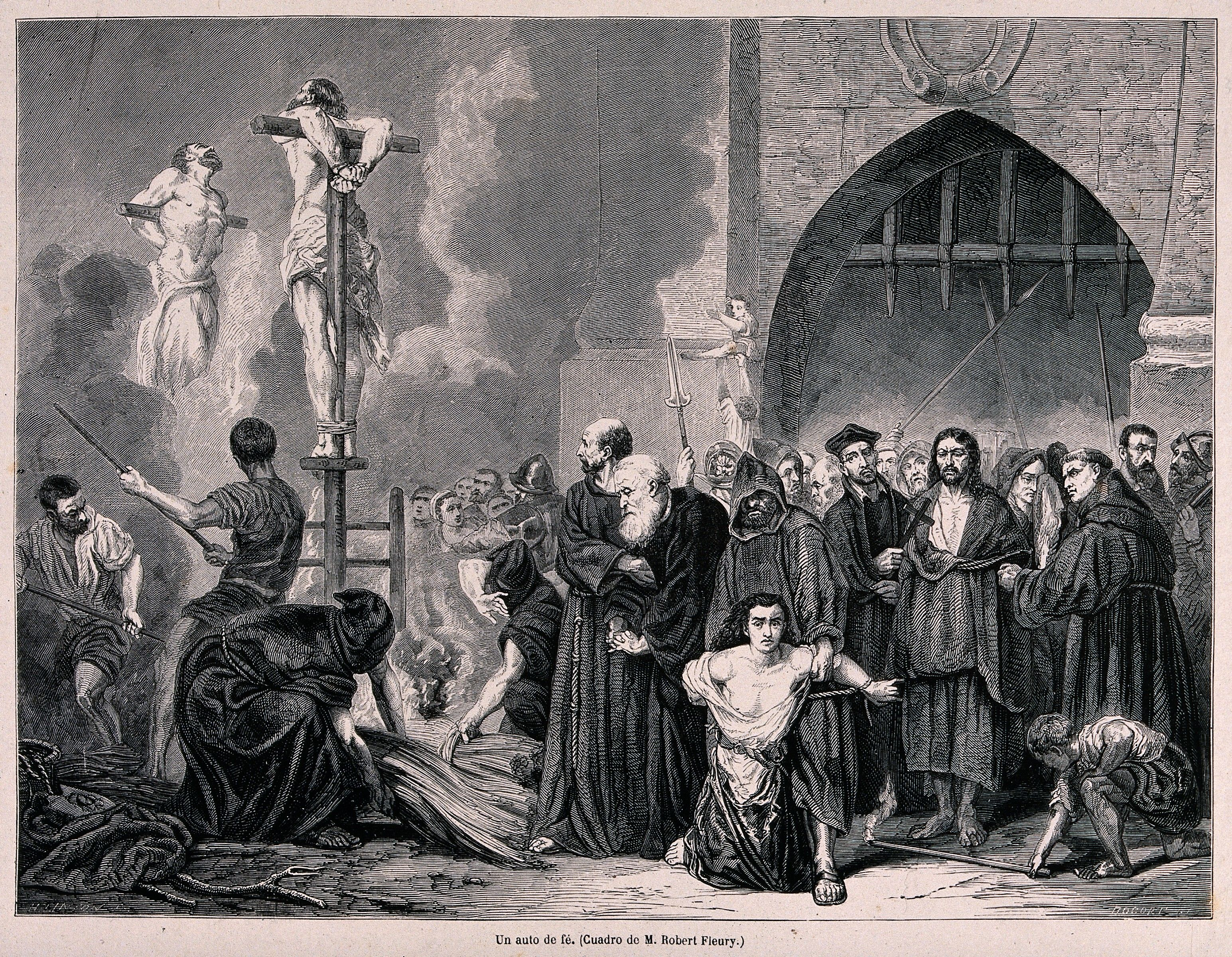
Gravura de auto-de-fé da Inquisição Espanhola e execução na fogueira

Em 1512, o Reino Basco de Navarra foi conquistado por um fenómeno de fervor católico que denunciava as outras crenças religiosas, consideradas heréticas, ou o inconformismo religioso como uma ameaça ao seu modo de vida, gerando um dos primeiros julgamentos de bruxas em massa na Europa: os julgamentos de bruxas de Navarra (1525-26). Por atribuição das autoridades navarras, formou-se um comitê de feitiçaria e um comissário viajou pelos Pirenéus para identificar as bruxas, tendo sido executado um número desconhecido de pessoas e confiscadas as suas propriedades.
Até então o crime de bruxaria não existia em Espanha. Assim, em agosto de 1525, a Inquisição Espanhola obrigou o encerramento forçoso dos julgamentos de bruxas de Navarra e emitiu uma investigação sobre como tais julgamentos deveriam ser investigados.
Em fevereiro de 1526, foi emitido um regulamento, no qual afirmava que, embora a Igreja aceitasse como uma realidade a existência de bruxas, a sua participação no sabbath ou a crença e veneração a Satanás, recomendava atos de penitência em vez da sentença de morte para os condenados da prática de bruxaria ou feitiçaria, para além do confisco de suas propriedades. Este regulamento, apesar de não ter evitado o derramamento de sangue de todos os acusados, evitou provisoriamente a febre da caça às bruxas em Espanha, tendo sido, entre 1526 e 1611, condenadas a penitências leves e pesadas cerca de vinte e duas pessoas.
Após os julgamentos das bruxas de Navarra (1525-26), passariam cinquenta anos até ocorrrer outro julgamento por bruxaria em Navarra. Em 1575, a execução de Maria Johan resultou numa nova e grande caça às bruxas. Os julgamentos de bruxas de Navarra (1575-76) tiveram cinquenta pessoas acusadas, apesar da Inquisição Espanhola ter conseguido transferir as investigações das autoridades seculares para a Inquisição, evitando assim a execução à morte de todos os implicados.
Apesar dos seus esforços, existiram ainda assim alguns contratempos quando a Inquisição não conseguiu impedir que os tribunais seculares locais realizassem julgamentos pelo crime de feitilaria ou bruxaria, tais como os julgamentos de bruxas bascas em 1609, considerados uns dos maiores julgamentos de bruxas em massa na Europa fora da Alemanha. Um segundo incidente foi uma série de severas perseguições à bruxaria na Catalunha. entre 1615 e 1630, conduzidas pelos tribunais seculares locais, que resultaram em cerca de cem execuções antes que a Inquisição conseguisse assumir o controlo da situação.
Posteriormente, a Inquisição Espanhola conseguiu efetivamente priorizar a perseguição a crimes de heresia e minimizar os julgamentos de bruxas em meados do século XVII. María Pujol foi provavelmente a última pessoa executada por bruxaria na Espanha, em 1767, após um longo período sem julgamentos de bruxas.

## Principais Julgamentos
- Julgamentos das bruxas de Navarra (1525-1526)
- Julgamentos das bruxas de Navarra (1575-1576)
- Julgamentos de bruxas bascas (1609)
- Julgamentos das bruxas da Catalunha (1615-1630)
- Julgamentos das bruxas da Holanda Espanhola